# Y-STR
| STR سایت                                                                                          | نرخ موتیت (x 10 −3) | نرخ موتیت (x 10 −3) | نرخ موتیت (x 10 −3) |             |
| STR سایت                                                                                          | LB-96% CI           | 'نرخ'               | UB-96% CI           | یادداشت     |
| DYS19                                                                                             | ۱٫۵                 | ۲٫۴                 | ۳٫۵                 | مستقل تکثیر |
| DYS385                                                                                            | ۱٫۴                 | ۲٫۱                 | ۳٫۰                 | ۳۱ از ۴۱۸۹۶ |
| DYS389I                                                                                           | ۰٫۹۵                | ۱٫۸                 | ۳٫۰                 | ۱۴ از ۷۸۶۲  |
| DYS389II                                                                                          | ۱٫۸                 | ۲٫۸                 | ۴٫۲                 | ۲۲ از ۷۸۴۹  |
| DYS390                                                                                            | ۱٫۴                 | ۲٫۳                 | ۳٫۵                 | ۲۱ از ۹۱۴۰  |
| DYS391                                                                                            | ۲٫۰                 | ۳٫۰                 | ۴٫۵                 | ۲۸ از ۹۰۸۹  |
| DYS392                                                                                            | ۰٫۱۸                | ۰٫۵۵                | ۱٫۳                 | ۵ از ۹۰۵۳   |
| DYS393                                                                                            | ۰٫۳۶                | ۰٫۸۹                | ۱٫۸                 | ۷ از ۷۸۴۲   |
| DYS437                                                                                            | ۰٫۶۰                | ۱٫۵                 | ۳٫۱                 | ۷ از ۴۶۷۲   |
| DYS438                                                                                            | ۰٫۰۵۱               | ۰٫۴۳                | ۱٫۵                 | ۲ از ۴۷۰۹   |
| DYS439                                                                                            | ۳٫۸                 | ۵٫۷                 | ۸٫۴                 | ۲۷ از ۴۶۸۶  |
| DYS448                                                                                            | ۰٫۱۹                | ۱٫۶                 | ۵٫۷                 | ۲ از ۱۲۵۸   |
| DYS456                                                                                            | ۱٫۸                 | ۴٫۸                 | ۱۰                  | ۶ از ۱۲۵۸   |
| DYS458                                                                                            | ۲٫۸                 | ۶٫۴                 | ۱۲                  | ۸ از ۱۲۵۸   |
| DYS635                                                                                            | ۱٫۶                 | ۳٫۸                 | ۷٫۴                 | ۸ از ۲۱۳۱   |
| GATA H4.1                                                                                         | ۰٫۷۱                | ۲٫۲                 | ۵٫۱                 | ۵ از ۲۲۹۴   |
| از جدول ۱ سانچز دیز و همکاران 2008 توجه داشته باشید برخی از N در 17 STR بسیار پایین در فرکانس است |                     |                     |                     |             |

Y-STR یک تکرار کوتاه مدت (STR) در کروموزوم Y است. Y-STRها اغلب در دادرسی‌های پزشکی، پدر و مادر و تست ژنتیکی DNA استفاده می‌شود. Y-STRها به‌طور خاص از کروموزومY مرد گرفته شده‌است. این Y-STRها تجزیه و تحلیل ضعیفتری نسبت به STRs اتوزومی دارند، زیرا کروموزوم Y تنها در مردان یافت می‌شود که فقط توسط پدر منتقل می‌شود و کروموزوم Y در هر خط پدرانه عملاً یکسان است. این باعث می‌شود که مقدار مشخصی از تفاوت بین نمونه‌های Y-STR باشد. STRS اتوزومال به دلیل تطابق تصادفی که بین جفت کروموزوم‌ها در طول فرایند ساخت زایگو رخ می‌دهد قدرت تحلیلی بسیار قویتری را ارائه می‌دهد.

## نامتقارن
STR-Y-نامهای توسط کمیته ژنی HUGO نامگذاری شده‌است.
بعضی از شرکتهای تست فرمت‌های مختلفی برای نشانگرهای STR نوشته شده‌اند. برای مثال، نشانگر DYS455 ممکن است به صورت DYS455، DYS 455، DYS # 455 یا DYS # 455 نوشته شود. استاندارد علمی پذیرفته شده توسط HUGO و NIST، نام گذاری DYS455 است.

### DYS
DYS یک تغییر در اصطلاحات فنی مورد استفاده در تست autosomal انسانی است که در آن حرف دوم معمولاً برای عدد کروموزوم رزرو می‌شود. (مثلاً D8S1179).
D = DNA Y = وای کروموزوم S = (منحصر به فرد) بخش

## بررسی Y-STR
مناطقی در DNA وجود دارد که از چندین کپی از توالی‌های تکراری کوتاه پایه تشکیل شده‌اند (به عنوان مثال TATT) که چندین بار متغیر را بسته به فرد تکرار می‌کنند. این ناحیه‌ها، «تعداد متغیر تکرار تاندوم کوتاه» نامیده می‌شوند که در هنگام انجام تجزیه و تحلیل STR مورد بررسی قرار می‌گیرند. این احتمال وجود دارد که دو نفر با همان تعداد تکرارهای مکرر، بسیار کوچک باشند و مناطق بیشتری که تجزیه و تحلیل می‌شوند، حتی کوچکتر می‌شود. این اساس تجزیه و تحلیل تکرار شونده کوتاه را تشکیل می‌دهد. با این حال، سنگ بنای این روند، واکنش زنجیره ای پلی مراز (PCR) است. این به دانشمندان علوم جنایی اجازه می‌دهد تا میلیون‌ها نسخه از مناطق STR را تولید کنند. سپس ژل الکتروفورسیس «تعداد دفعاتی را که هر واحد تکرار در قطعه ظاهر می‌شود» را بیان می‌کند. این موجب می‌شود تا مقایسه DNA آسان شود.

## STRS و پزشکی قانونی
در ایالات متحده، ۱۳ رشته مختلف اتوزومال STR به عنوان پایه ای از تجزیه و تحلیل برای اهداف قانونی استفاده می‌شود. اگر DNA صحنه جرم متنوع باشد و تمام ۱۳ لوکوس اتوزومال قابل دسترسی باشد احتمال این که دو نفر مطابق با یک نمونه باشند برابر یک در یک میلیارد نفر است.
مبنای برآورد احتمال پروفایل برای تحلیل Y-STR، روش شمارش است. استفاده از یک فاصله اطمینان برای اندازه پایگاه داده و تنوع نمونه‌گیری حساب می‌شود. فرکانس haplotype Y (p) با استفاده از فرمول p = x / N محاسبه می‌شود، که x برابر با تعداد دفعات مشاهده شدن haplotype در یک پایگاه داده حاوی تعداد N تعداد هپلوتیپ‌ها است. به عنوان مثال، اگر یک haplotype دو بار در یک پایگاه داده از N = ۲۰۰۰ مشاهده شده باشد، فرکانس آن haplotype خواهد بود: ۲۰۰۰ = ۰٫۰۰۱. گزارش یک فرکانس haplotype Y بدون فاصلهٔ اطمینان قابل قبول است، اما فقط در مورد مشاهدات یک haplotype Y در پایگاه داده، یک واقعیت واقعی را ارائه می‌دهد. حد اطمینان بالایی برای احتمال haplotype Y در جمعیت باید با استفاده از روش توصیف شده توسط کلورپ و پیرسون (۱۹۳۴) محاسبه شود. این از توزیع دوجمله ای برای احتمالات شمارنده استفاده می‌کند، از جمله صفر یا دیگر اعداد کوچک که برای haplotypes Y یافت می‌شود.

## پایگاه‌های داده
پایگاه‌های اطلاعاتی قانونی (بدون اطلاعات فردی برای مقاصد فرکانس):
- پایگاه داده Y-STR ایالات متحده
- پایگاه داده مرجع Haplotype Chromosome Y  بایگانی‌شده  در ۲۴ ژوئن ۲۰۱۹ توسط Wayback Machine

در ژنتیک ژنتیکی، Ysearch آخرین پایگاه داده پشتیبانی شده حاوی نام‌های ارسال شده به صورت عمومی و Haplotypes Y-STR بود تا زمانی که مجوز آن در تاریخ ۲۴ مه ۲۰۱۸، یک روز قبل از اجرای مقررات حفاظت کلی داده‌ها در اتحادیه اروپا، با یک دوره طولانی مدت عدم حمایت از خالق آن، DNA خانواده خانوادگی مواجه شود. این پایگاه داده در سال ۲۰۰۳ تأسیس شد و قبل از خاتمه دادن آن به ۲۱۹ هزار پرونده (از جمله ۱۵۲ هزار نمونه منفرد) رسید. دیگر پایگاه داده‌های مشابه قبلاً ناپدید شده بودند.
داده‌های خاص Haplogroup (Y-SNP):
- Haplozone: پروژه E-M35 Phylogeny (پروژه پیشین E3b)

### نمودارها
- مؤسسه ملی استاندارد و فناوری (NIST) — موقعیت Y STR در طول کروموزوم Y

### برگه‌های واقعی
- مؤسسه ملی استاندارد و فناوری (NIST) — فهرست خلاصه ای از لوتوس‌های کروموزوم Y و موجودات موجود
- مؤسسه ملی استاندارد و فناوری (NIST) — برگه‌های معلومات STR
- dna.reinyday.com — DYS464
- نشانگرهای Y-STR — جزئیات و آمار

### پایگاه‌های داده
- yhrd.org بایگانی‌شده  در ۲۶ فوریه ۲۰۱۰ توسط Wayback Machine — پایگاه داده مرجع Haplotype Chromosome Y
- usystrdatabase.org — پایگاه داده ایالات متحده Y-STR
- — پایگاه داده کاربردی Biosystems YFiler
- ysearch.org بایگانی‌شده  در ۴ ژانویه ۲۰۱۱ توسط Wayback Machine — پایگاه داده Y-DNA

### آموزش‌ها
- شناختن تکرار تاندوم کوتاه Y-DNA (STR)
- انواع مارکر Y-STR
- محاسبه فاصله ژنتیکی
- مواد آموزشی STR